# De Korenmolen
De Larense molen of  De Korenmolen is een achtkante binnenkruier-korenmolen in Laren. Oorspronkelijk is de molen een buitenkruier geweest. Het boventafelement is door blokkelen met elkaar verbonden.
De huidige molen is gebouwd in 1773, en is misschien een verplaatste poldermolen. Bij een zware storm in 1910 brak een van de houten roede af, waardoor er niet meer met de wind kon worden gemalen en werd er een zuiggasmotor in een gebouwtje bij de molen geplaatst, die via een buis de stenen in de molen op de begane grond aandreef. De zuiggasmotor is in de Eerste Wereldoorlog is vervangen door een elektromotor. In 1920 kwam de toen al verwaarloosde molen stil te staan. In 1926 werd de molen weer gerestaureerd, na een actie gesteund door de plaatselijke burgerij. Ook in 1939 en 1962 waren er restauraties.
Uiteindelijk werd in 1988 het wiekenkruis verwijderd omdat het te slecht was, maar in 1998 heeft de molen weer een flinke restauratie gehad en is maalvaardig gerestaureerd.
De molen heeft op de steenzolder een koppel 16der (140 cm doorsnede) kunststenen en op de begane grond een koppel 17der (150 cm doorsnede) kunststenen. Daarnaast zijn er een borstelmachine, hamermolen en jakobsladder aanwezig.